# Упрун (аеродром)
Упрун — авіабаза Військово-космічних сил Росії, розташована в 32 кілометрах на північ від Троїцька Челябінської області Росії.
На базі дислокується авіа група 17-тої гвардійської бригади армійської авіації 14-тої армії ВПС і ППО.
База також використовувалася 607-м навчальним авіаційним полком між 1982 і 1998 роками